# Enjawbaw
Enjawbaw (ou Njabaw, Njobo) est une localité du Cameroun située dans le département du Manyu et la Région du Sud-Ouest, à proximité de la frontière avec le Nigeria. Elle fait partie de la commune d'Akwaya et du canton de Messaga Ekol.

## Population
La localité comptait 295 habitants en 1953, 1 271 en 1967, des Messaga Ekol.
Lors du recensement de 2005, on y a dénombré 6 008 personnes.